# Königsbergalm
Die Königsbergalm ist eine Alm in der Gemarkung Forst Königssee in der Gemeinde Schönau am Königssee.
Drei Kaser der Königsbergalm stehen unter Denkmalschutz und sind unter der Nummer D-1-72-132-98 in die Bayerische Denkmalliste eingetragen.

## Baubeschreibung
Der Grafenkaser ist ein eingeschossiger, überkämmter Blockbau mit vorkragendem Flachsatteldach. Das zweiräumige Kaserstöckl im Innenraum wurde ebenfalls in Blockbauweise errichtet. Das Gebäude stammt aus dem 17. oder 18. Jahrhundert und wurde später erneuert.
Beim Kramerkaser handelt es sich um einen eingeschossigen Flachsatteldachbau mit Legschindeldeckung, massiven Traufseiten und verschindelten Giebelblockwänden. Die Firstpfette ist bezeichnet mit den Jahren 1806 und 1923.
Der Hafnerkaser ist ein eingeschossiger Bruchsteinbau mit Flachsatteldach, Hakenschopf und Giebelschalung und stammt aus dem zweiten Viertel des 19. Jahrhunderts.

## Heutige Nutzung
Die Königsbergalm wird landschaftlich genutzt und ist in den Sommermonaten bewirtet.

## Lage
Die Königsbergalm befindet sich südöstlich unterhalb des Jenner auf einer Höhe von 1555 m ü. NN bis 1620 m ü. NN. Die Alm erstreckt sich in östlicher Richtung bis in die Nähe des Schneibsteinhauses.